# Biological Abstracts
Biological Abstracts és una base de dades produïda per Thomson Reuters a través de la seva filial BIOSIS. Inclou resums d'articles de revistes acadèmiques revisades per experts en els camps de la biologia, la bioquímica, la biotecnologia, la botànica, la medicina preclínica i experimental, la farmacologia, la zoologia, l'agricultura, i la medicina veterinària publicats des de 1926.
Es pot accedir a través del nombre de serveis, que inclou Ebsco, Ovid i Web of Science. Biological Abstracts/RRM és similar, excepte que cobreix les reunions i conferències, revisions bibliogràfiques, les patents estatunidenques, llibres, programari i altres mitjans en lloc d'articles de revistes. La combinació de les dues es comercialitza com a BIOSIS Previews.

## Història
El servei va començar el 1926 una publicació impresa, quan va ser format per la unió d'Abstracts of Bacteriology (1917–25), i Botanical Abstracts (1919–26), tots dos publicats a Baltimore per Williams i Wilkins. Va ser publicat en seccions de llibre de butxaca, amb els resums escrits generalment per científics estatunidencs, ja que molts dels articles en aquest període estaven en altres idiomes. En el moment de la fundació que estava en competència amb el servei d'indexació de classificats del Concilium Bibliographicum a Zuric.
La primera versió va ser publicada en línia en cinta magnètica; només contenia la informació bibliogràfica, no el text dels resums, i va ser concebut com un servei d'alerta ràpida.